# Tudora (okręg Botoszany)
Tudora – wieś w Rumunii, w okręgu Botoszany, w gminie Tudora. W 2011 roku liczyła 5096 mieszkańców.